# سیارک ۱۲۹۲۸
سیارک ۱۲۹۲۸ (به انگلیسی: 12928 Nicolapozio، نامگذاری:1999SV9) دوازده هزار و نهصد و بیست و هشتمین سیارک کشف شده‌است که در ۳۰ سپتامبر ۱۹۹۹ کشف شد.
قدر مطلق سیارک برابر ۲۰.۴ است.